# Marian Mięsowicz
Marian Mięsowicz  (ur. 21 listopada 1907 we Lwowie, zm. 5 kwietnia 1992 w Krakowie) – polski fizyk i polityk, profesor Akademii Górniczo-Hutniczej, organizator nauki, poseł na Sejm PRL VI i VII kadencji (bezpartyjny, z okręgu wyborczego Kraków). Budowniczy Polski Ludowej.

## Życiorys
Urodził się w rzemieślniczej rodzinie Jana (krawca) i Józefy z Dudziaków. W 1924 ukończył IX Gimnazjum Matematyczno-Przyrodnicze w Krakowie i zdał maturę. Od 1924 studiował matematykę i fizykę na Wydziale Filozoficznym Uniwersytetu Jagiellońskiego. W 1930 ukończył studia, uzyskując dyplom magistra filozofii w zakresie fizyki na podstawie pracy O krótkich falach elektrycznych wytwarzanych metodą lamp elektronowych. Po krótkim okresie służby wojskowej podjął pracę nauczyciela fizyki w V Państwowym Gimnazjum im. Jana Kochanowskiego w Krakowie. Od 1931 był asystentem w Katedry Fizyki Akademii Górniczej w Krakowie. W 1932 uzyskał na UJ stopień naukowy doktora za pracę O krótkich, powoli zanikających falach elektromagnetycznych. W latach 1936–1937 przebywał na stypendium Funduszu Kultury Narodowej w laboratorium prof. L.S. Ornsteina w Utrechcie. W 1939 na podstawie pracy Z badań nad ciekłymi kryształami uzyskał habilitację, a następnie nominację na docenta fizyki na Wydziale Hutniczym Akademii Górniczej.
W czasie II wojny światowej był nauczycielem Średniej Szkoły Górniczej, wykładowcą fizyki dla studentów tajnego UJ i pracownikiem Państwowej Szkoły Górniczo-Hutniczo-Mierniczej (1941–1946).
Od 1946 profesor Akademii Górniczej (od 1949 jej następcy – Akademii Górniczo-Hutniczej).
Autor prac w takich dziedzinach, jak:
- fizyka cieczy anizotropowych (ciekłych kryształów) – twórca metody opisu lepkości takich ośrodków. Do dziś za Marianem Mięsowiczem wyróżnia się osiem współczynników lepkości dla takich cieczy.
- fizyka cząstek elementarnych – pod koniec lat 30. autor wraz z profesorem Jeżewskim projektu wyniesienia do stratosfery balonu z licznikami mającymi mierzyć natężenie promieniowania kosmicznego. Start miał nastąpić z doliny Chochołowskiej, jednak nie doszedł do skutku, gdyż balon spłonął.
- fizyka jądrowa – twórca zakładu Fizyki Jądrowej na Uniwersytecie Jagiellońskim, inicjator uczestnictwa polskich fizyków w europejskim centrum badań jądrowych Europejskiej Organizacji Badań Jądrowych.

Członek Polskiej Akademii Nauk (od 1959, w latach 70. – wiceprezes PAN), doktor honoris causa Uniwersytetu Jagiellońskiego (1975), Uniwersytetu Warszawskiego (1987) i AGH, od 1989 członek Polskiej Akademii Umiejętności.
W latach 1972–1980 był posłem na Sejm PRL.
Zmarł w Krakowie, pochowany na cmentarzu Rakowickim (kwatera XVB-9-22).

## Ordery i odznaczenia
- Order Budowniczych Polski Ludowej (21 lipca 1974)[9]
- Krzyż Wielki Orderu Odrodzenia Polski[4]
- Order Sztandaru Pracy I klasy[4]
- Krzyż Komandorski z Gwiazdą Orderu Odrodzenia Polski[4]
- Krzyż Komandorski Orderu Odrodzenia Polski[4]
- Krzyż Kawalerski Orderu Odrodzenia Polski (28 września 1954)[10]
- Złoty Krzyż Zasługi (15 listopada 1946)[11]
- Medal 10-lecia Polski Ludowej (15 stycznia 1955)[12]
- Medal Mariana Smoluchowskiego (1970)[13]

## Nagrody
- Nagroda Państwowa III stopnia (zespołowa) za osiągnięcia w zespołowych badaniach nad promieniami kosmicznymi (1952)[14]
- Nagroda Państwowa II stopnia (zespołowa) za opracowanie konstrukcji, wykonanie i wprowadzenie aparatury do profilowania promieniotwórczości „gamma” odwiertów naftowych (1955)[15]
- Nagroda Państwowa I stopnia (1964)[16]
- Specjalna Nagroda Państwowa z okazji 35-lecia Polski Ludowej (1979)[17]
- Nagroda im. Jurzykowskiego (1988)

## Upamiętnienie
- 5 kwietnia 1993 w budynku przy ul. Kawiory 26a, pawilon D-11, odbyła się uroczystość odsłonięcia tablicy z brązu poświęconej pamięci prof. Mariana Mięsowicza[4].
- 22 kwietnia 1996 odsłonięto tablicę pamiątkową ku czci prof. Mariana Mięsowicza oraz nadano jego imię pawilonowi D-10 (siedzibie WFiTJ)[4].
- W 1997 ustanowiono Nagrodę im. Mariana Mięsowicza, przyznawaną co 2 lata, przez Radę Polskiej Akademii Umiejętności, za wybitne osiągnięcia w dziedzinie fizyki[4].
- 16 czerwca 2003 w holu głównego budynku Instytutu Fizyki Jądrowej im. H. Niewodniczańskiego została odsłonięta płaskorzeźba poświęcona pamięci prof. Mariana Mięsowicza[16].
- 16 listopada 2007 w Archiwum Naukowym PAN i PAU otwarto wystawę „Od intuicji do kierunków badań. Marian Mięsowicz (1907–1992) w stulecie urodzin”[4].
- 23 maja 2014 nadano imię prof. Mariana Mięsowicza nowej ulicy, łączącej ul. Sosnowiecką z Centrum Cyklotronowym Bronowice w Instytucie Fizyki Jądrowej Polskiej Akademii Nauk[16].
- Nazwisko prof. Mariana Mięsowicza widnieje też na dwóch tablicach umieszczonych w Budynku Głównym AGH, są to: Członkowie Honorowi Stowarzyszenia Wychowanków AGH i Zasłużeni dla Akademii Górniczo-Hutniczej[4].